# Neocolobopterus kivuanus
Neocolobopterus kivuanus är en skalbaggsart som beskrevs av S. Endrödi 1956. Neocolobopterus kivuanus ingår i släktet Neocolobopterus och familjen Aphodiidae. Inga underarter finns listade i Catalogue of Life.